# Chauncey F. Cleveland

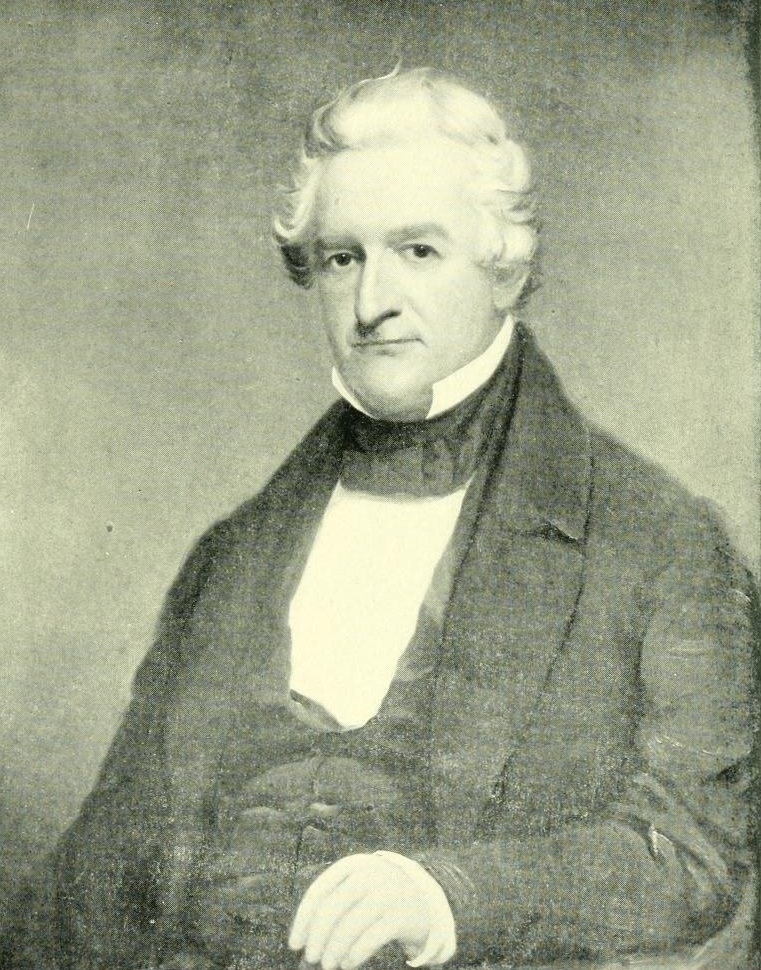
Chauncey F. Cleveland

Chauncey Fitch Cleveland (* 16. Februar 1799 in Hampton bzw. Canterbury, Connecticut; † 6. Juni 1887 in Hampton, Connecticut) war ein US-amerikanischer Politiker und 14. Gouverneur des US-Bundesstaates Connecticut. Er war Mitglied der Demokratischen Partei.

## Frühe Jahre und politischer Aufstieg
Chauncey Cleveland wurde am 16. Februar 1799 in Hampton bzw. Canterbury, Connecticut geboren. Er besuchte die Gemeinschaftsschulen in Hampton und unterrichtete dann später ab dem 15. Lebensjahr selber. Die Tätigkeit übte er dann bis zu seinem 20. Lebensjahr aus. Ferner studierte Cleveland in dieser Zeit Jura und wurde 1819 als Anwalt zugelassen. Er fing in Hampton an zu praktizieren. Anschließend trat er Connecticuts Miliz bei, wo er alle Dienstgrade von einem einfachen Private bis zu einem Generalmajor durchlief. Cleveland entschloss sich erst 1826 in die Politik zu gehen. Er kandidierte für ein Mandat im Repräsentantenhaus von Connecticut und siegte. Daraufhin wurde er noch 1827, 1828, 1832, 1835, 1836 sowie 1838 wiedergewählt. In den Jahren 1835 und 1836 hatte er noch das Amt des Speaker inne. Er kandidierte in den Jahren 1838 und 1840 erfolglos für den Kongress der Vereinigten Staaten. Ferner hatte er noch 1832 das Amt des Staatsanwalts inne sowie 1838 das des Bankkommissars. 1841 zog er dann nach Norwich.

## Gouverneur von Connecticut
Cleveland gewann 1842 die demokratische Gouverneursnominierung und wurde im selben Jahr durch eine Legislativabstimmung (139:68) zum Gouverneur von Connecticut gewählt. Er wurde 1843 für eine zweite Amtszeit wiedergewählt. Während seiner Amtszeit trat er für ein Kinderarbeitsschutzgesetz ein, das es Kindern unter 14 Jahren untersagte, mehr als zehn Stunden pro Tag zu arbeiten, sowie für eine Gesetzgebung, die eine Einkerkerung wegen Schulden beseitigt. Ferner wurden während Clevelands Administration Gelder für eine neue Irrenanstalt (engl. insane asylum) bewilligt sowie Schutzgesetze für den Schutz von Synagogen. Es wurde auch beschlossen, dass der Staat in vier Kongresswahlbezirke aufgeteilt wird. Cleveland scheiterte 1844 bei einem erneuten Wiederwahlversuch in einer Legislaturabstimmung. Er war vom 4. Mai 1842 bis zum 1. Mai 1844 Gouverneur von Connecticut.

## Weiterer Lebenslauf
Nachdem er sein Amt verlassen hatte, kehrte er zu seiner Anwaltspraxis zurück. Er blieb dennoch weiter im Staatsdienst tätig. Er wurde 1847 wieder in Connecticuts Repräsentantenhaus gewählt und war dort dann bis 1849 tätig. Ferner wurde er in den 31. und den 32. US-Kongress gewählt. Damit gehörte er zwischen dem 4. März 1849 und dem 3. März 1853 dem Repräsentantenhaus der Vereinigten Staaten an. Anschließend half Cleveland, Connecticuts Republikanische Partei aufzubauen, und war 1856 sowie 1860 Delegierter zur Republican National Convention. Später kehrte er zur Demokratischen Partei zurück. 1861 war er ein Delegierter beim Washington Peace Congress, welcher angedacht war, den bevorstehenden Krieg zu verhindern. Danach wurde er 1863 sowie 1866 wieder in Connecticuts Repräsentantenhaus gewählt, wo er auch erneut das Amt des Speakers innehatte. Anschließend beschäftigte er sich mit der Landwirtschaft und praktizierte weiter als Anwalt.
Chauncey F. Cleveland verstarb am 6. Juni 1887 und wurde auf dem Hampton South Cemetery beigesetzt.